# Marie-Jeanne Lamartinière
Pour les articles homonymes, voir Lamartinière.

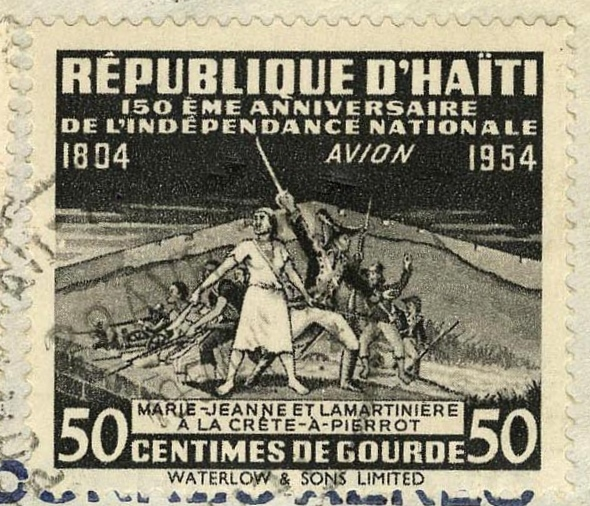
Marie-Jeanne Lamartinière et son mari Louis Daure Lamartinière devant le fort de la Crête à Pierrot.

Marie-Jeanne Lamartinière, est une esclave rebelle et une personnalité de la Révolution haïtienne qui se distingua lors de la bataille du fort de la Crête à Pierrot en 1802.

## Biographie
Marie-Jeanne Lamartinière était une mulâtresse. Elle avait épousé le chef de brigade Louis Daure Lamartinière, qui commandait la garnison du fort de la Crête à Pierrot. Marie-Jeanne était à la fois lavandière, colporteuse, soldate parmi ses frères d'armes et aide de camp de son mari. 
Le 4 mars 1802, l'avant-garde française forte de 2 000 hommes commandée par le général Debelle atteignait le fort de la Crête à Pierrot. Elle passa aussitôt à l'attaque, bien que n'étant à ce moment que 300, les hommes de Lamartinière se jetèrent dans les tranchées et bombardèrent les Français avec leur artillerie, puis les cavaliers de la garde d'honneur de Toussaint Louverture firent une contre-attaque qui mit les Français en fuite. 400 d'entre eux furent tués ou blessés, et le général Debelle fut grièvement blessé. Le 12 mars, un nouvel assaut mené par le capitaine général Leclerc sur le fort échoua également, la brigade  Boudet perdit 480 hommes tués ou blessés, celle de Dugua 200 à 300 hommes. Les trois généraux avaient en outre été blessés, Leclerc avait été touché à l'entrejambe, Dugua avait été atteint mortellement de deux balles, et Boudet avait été blessé au talon, Lacroix restait à ce moment le seul général valide, celui-ci décida d'opérer des missions de reconnaissance avant d'effectuer une nouvelle attaque de grande envergure, cependant ses troupes étaient constamment harcelées par les insurgés de Lamartinière parmi lesquels Marie-Jeanne tenant fusil et s'époumonant pour inciter ses compagnons d'armes à l'assaut et à la résistance. Le 22 mars, une autre tentative vaine de Donatien-Marie-Joseph de Rochambeau contre les redoutes fortifiées du fort, défendues par 200 hommes commandés par Lamartinière, et parmi lesquels, Marie-Jeanne qui impressionna les fantassins français, par son courage à plastronner du haut des remparts du fort avec son fusil, échoua à nouveau et coûta 300 hommes aux Français. "Vêtue d'un costume genre mamelouk, elle portait un fusil en bandoulière et un sabre d'abordage attaché à un ceinturon d'acier. Une sorte de bonnet emprisonnait son opulente chevelure dont les mèches rebelles débordaient de la coiffure. Sous la pluie des projectiles, Marie-Jeanne allait d'un bout à l'autre des remparts, tantôt distribuant des cartouches, tantôt aidant à charger les canons. Et lorsque l'action devenait plus vive, crânement elle se précipitait au premier rang des soldats et jouait de la carabine avec un entrain endiablé".
Quelques mois plus tard, Toussaint Louverture et un certain nombre d'officiers de l'armée indigène se soumirent à Leclerc, chef du corps expéditionnaire français et furent recrutés par celui-ci pour commander les troupes. Louis Daure Lamartinière, fut élevé au grade de colonel par Rochambeau, pour sa bravoure lors du siège de la Crête à Pierrot. Il fut tué quelque temps plus tard pour avoir trahi, croyait-on, la Révolution haïtienne. Devenue veuve, Marie-Jeanne se mit sous l'autorité de Jean-Jacques Dessalines qui connaissait de réputation cette militante active et guerrière. Elle devint sa maîtresse. 
Marie-Jeanne se lia, par la suite, à un autre officier qui lutta à ses côtés lors de la bataille de la Crête à Pierrot, Jean-Louis Larose qui avait enterré dignement le corps de son défunt époux lors de son assassinat.

## Hommages
Entre autres, la Grotte Marie-Jeanne située à Port-à-Piment porte son prénom.